# Capens
Cet article possède des paronymes, voir Canens, Capen et Capense.
Capens [kapɛ̃s] est une commune française située dans le centre du département de la Haute-Garonne, en région Occitanie. Sur le plan historique et culturel, la commune est dans le Volvestre, constitué des vallées de l'Arize et du Volp, proche de la vallée de la Garonne, situé au sud de Toulouse et en partie nord du Couserans.
Exposée à un climat océanique altéré, elle est drainée par la Garonne, l'Aunat, le ruisseau du Rabé et par divers autres petits cours d'eau. La commune possède un patrimoine naturel remarquable : un site Natura 2000 (« Garonne, Ariège, Hers, Salat, Pique et Neste »), un espace protégé (« la Garonne, l'Ariège, l'Hers Vif et le Salat ») et trois zones naturelles d'intérêt écologique, faunistique et floristique.
Capens est une commune rurale qui compte 650 habitants en 2022, après avoir connu une forte hausse de la population depuis 1975. Elle appartient à l'unité urbaine de Longages et fait partie de l'aire d'attraction de Toulouse. Ses habitants sont appelés les Capenois ou  Capenoises.

## Géographie

### Localisation
La commune de Capens se trouve dans le département de la Haute-Garonne, en région Occitanie.
Elle se situe à 33 km à vol d'oiseau de Toulouse, préfecture du département, à 15 km de Muret, sous-préfecture, et à 17 km d'Auterive, bureau centralisateur du canton d'Auterive dont dépend la commune depuis 2015 pour les élections départementales.
La commune fait en outre partie du bassin de vie de Carbonne.
Les communes les plus proches sont : 
Noé (2,3 km), Marquefave (2,4 km), Longages (2,6 km), Montaut (3,3 km), Montgazin (4,7 km), Mauzac (5,0 km), Saint-Sulpice-sur-Lèze (5,1 km), Carbonne (5,5 km).
Sur le plan historique et culturel, Capens fait partie du Volvestre, constitué des vallées de l'Arize et du Volp, proche de la vallée de la Garonne, situé au sud de Toulouse et en partie nord du Couserans.
Les communes limitrophes sont Noé, Carbonne, Longages, Marquefave et Montaut.
| Longages | Noé        |         |
| Carbonne | Capens     | Montaut |
|          | Marquefave |         |

### Géologie et relief
La commune de Capens est établie sur la première terrasse de la Garonne dans sa partie rive gauche et sa rive droite est surplombée par un talus abrupt qui entaille profondément la molasse de l’ère tertiaire.
La superficie de la commune est de 677 hectares ; son altitude varie de 174  à   290 mètres.

### Hydrographie

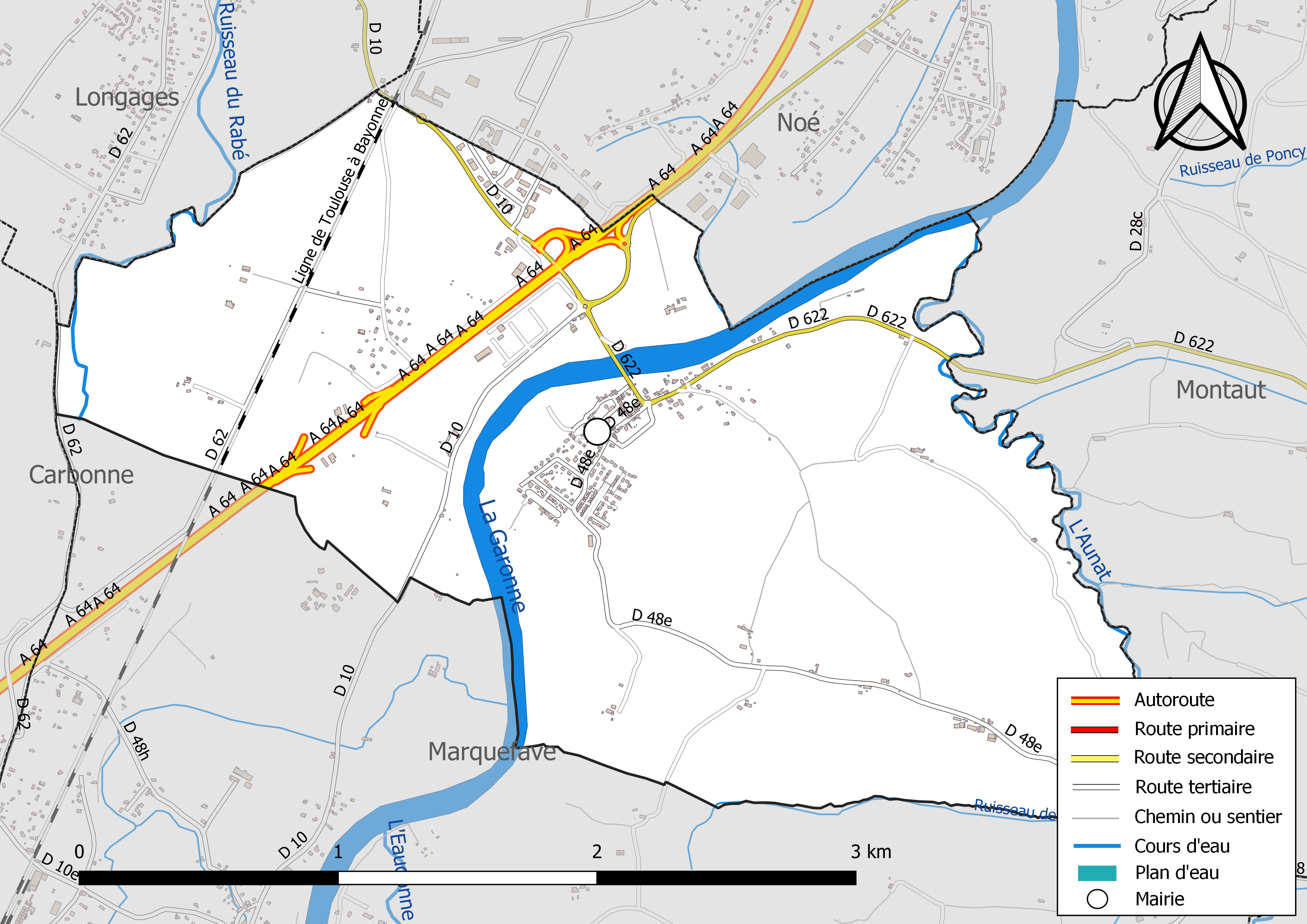
Réseaux hydrographique et routier de Capens.

La commune est dans le bassin de la Garonne, au sein du bassin hydrographique Adour-Garonne. Elle est drainée par la Garonne, l'Aunat, le ruisseau du Rabé, le ruisseau de Rouanne et par deux petits cours d'eau, constituant un réseau hydrographique de 6 km de longueur totale,.
La Garonne est un fleuve principalement français prenant sa source en Espagne et qui coule sur 529 km avant de se jeter dans l’océan Atlantique.
L'Aunat, d'une longueur totale de 21,7 km, prend sa source dans la commune de Sieuras et s'écoule vers le nord. Il traverse la commune et se jette dans la Garonne à Montaut, après avoir traversé 13 communes.
Le ruisseau du Rabé, d'une longueur totale de 10,3 km, prend sa source dans la commune de Marquefave et s'écoule vers le nord. Il traverse la commune et se jette dans la Louge à Le Fauga, après avoir traversé 5 communes.

### Climat
Pour des articles plus généraux, voir Climat de l'Occitanie et Climat de la Haute-Garonne.
En 2010, le climat de la commune est de type climat du Bassin du Sud-Ouest, selon une étude s'appuyant sur une série de données couvrant la période 1971-2000. En 2020, Météo-France publie une typologie des climats de la France métropolitaine dans laquelle la commune est exposée à un climat océanique altéré et est dans la région climatique Aquitaine, Gascogne, caractérisée par une pluviométrie abondante au printemps, modérée en automne, un faible ensoleillement au printemps, un été chaud (19,5 °C), des vents faibles, des brouillards fréquents en automne et en hiver et des orages fréquents en été (15 à 20 jours).
Pour la période 1971-2000, la température annuelle moyenne est de 13 °C, avec une amplitude thermique annuelle de 15,9 °C. Le cumul annuel moyen de précipitations est de 725 mm, avec 9,7 jours de précipitations en janvier et 5,5 jours en juillet. Pour la période 1991-2020, la température moyenne annuelle observée sur la station météorologique la plus proche, située sur la commune de Lherm à 11 km à vol d'oiseau, est de 13,6 °C et le cumul annuel moyen de précipitations est de 620,4 mm,. Pour l'avenir, les paramètres climatiques de la commune estimés pour 2050 selon différents scénarios d'émission de gaz à effet de serre sont consultables sur un site dédié publié par Météo-France en novembre 2022.

### Milieux naturels et biodiversité

#### Espaces protégés
La protection réglementaire est le mode d’intervention le plus fort pour préserver des espaces naturels remarquables et leur biodiversité associée,.
Un  espace protégé est présent sur la commune : 
« la Garonne, l'Ariège, l'Hers Vif et le Salat », objet d'un arrêté de protection de biotope, d'une superficie de 1 658,7 ha.

#### Réseau Natura 2000

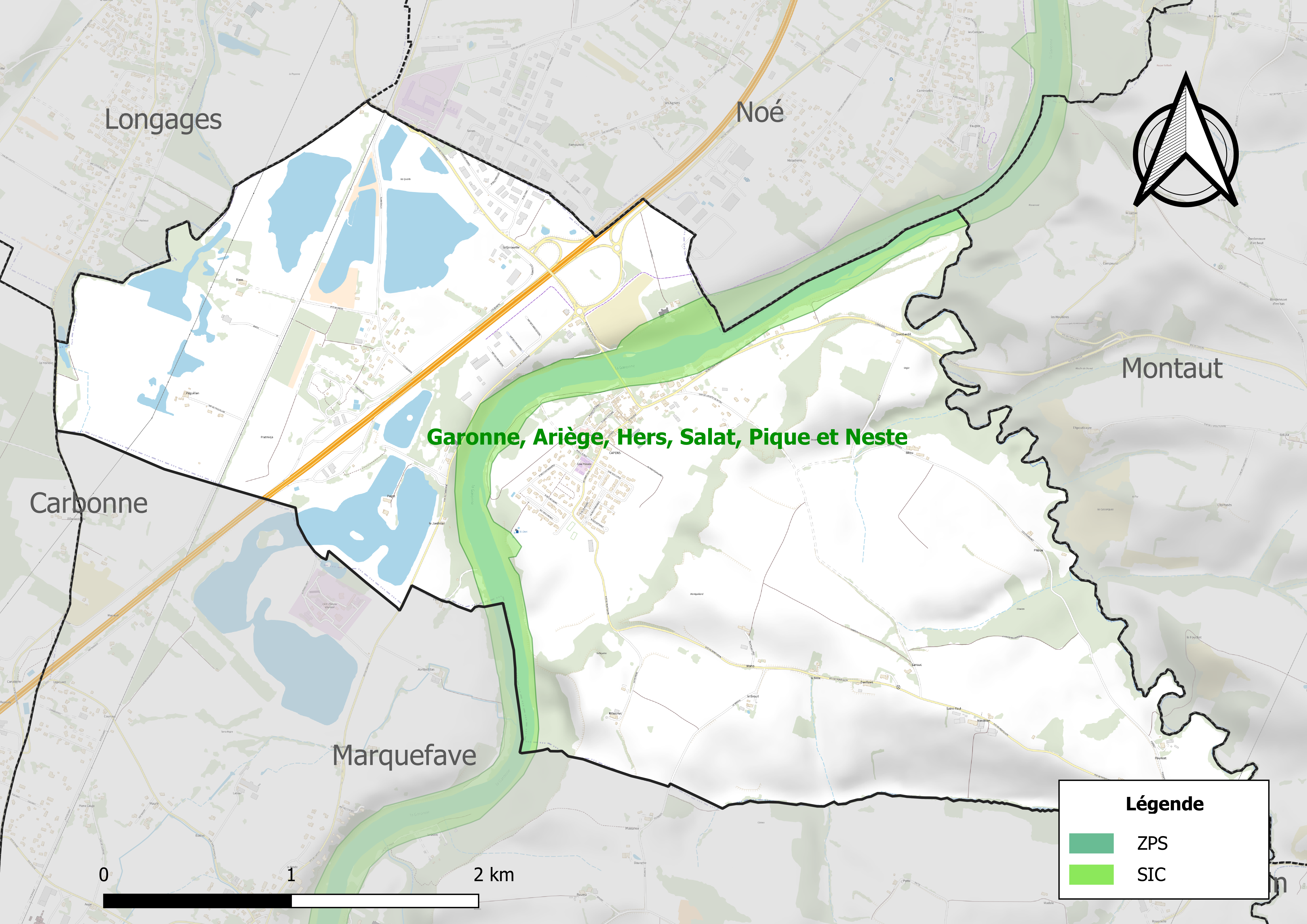
Site Natura 2000 sur le territoire communal.

Le réseau Natura 2000 est un réseau écologique européen de sites naturels d'intérêt écologique élaboré à partir des directives habitats et oiseaux, constitué de zones spéciales de conservation (ZSC) et de zones de protection spéciale (ZPS).
Un site Natura 2000 a été défini sur la commune au titre de la directive habitats : « Garonne, Ariège, Hers, Salat, Pique et Neste », d'une superficie de 9 581 ha, un réseau hydrographique pour les poissons migrateurs (zones de frayères actives et potentielles importantes pour le Saumon en particulier qui fait l'objet d'alevinages réguliers et dont des adultes atteignent déjà Foix sur l'Ariège.

#### Zones naturelles d'intérêt écologique, faunistique et floristique

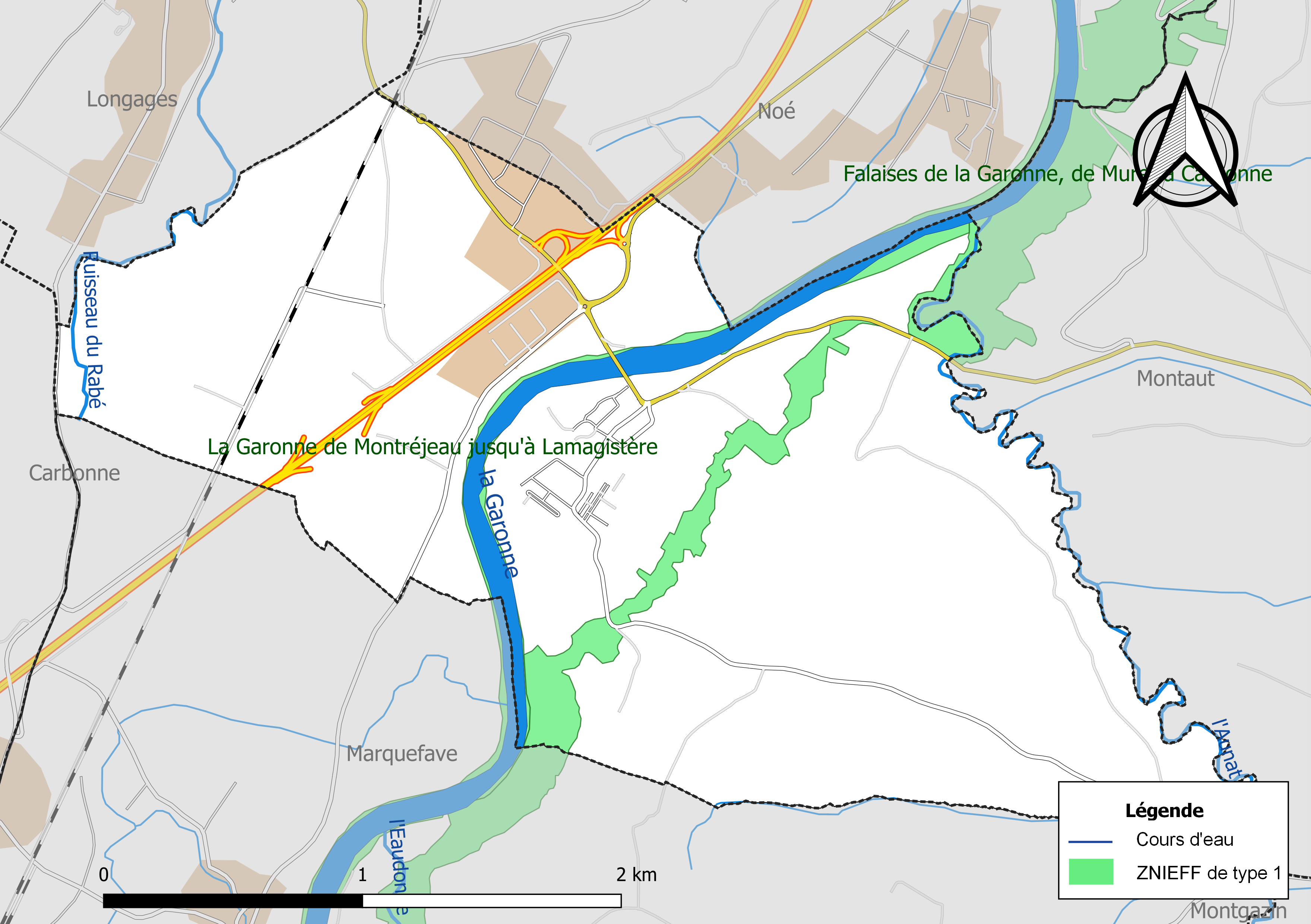
Carte des ZNIEFF de type 1 localisées sur la commune.

L’inventaire des zones naturelles d'intérêt écologique, faunistique et floristique (ZNIEFF) a pour objectif de réaliser une couverture des zones les plus intéressantes sur le plan écologique, essentiellement dans la perspective d’améliorer la connaissance du patrimoine naturel national et de fournir aux différents décideurs un outil d’aide à la prise en compte de l’environnement dans l’aménagement du territoire.
Deux ZNIEFF de type 1 sont recensées sur la commune :
les « falaises de la Garonne, de Muret à Carbonne » (525 ha), couvrant 8 communes du département et 
« la Garonne de Montréjeau jusqu'à Lamagistère » (5 075 ha), couvrant 92 communes dont 63 dans la Haute-Garonne, trois en Lot-et-Garonne et 26 en Tarn-et-Garonne
et une ZNIEFF de type 2, : 
« la Garonne et milieux riverains, en aval de Montréjeau » (6 874 ha), couvrant 93 communes dont 64 dans la Haute-Garonne, trois en Lot-et-Garonne et 26 en Tarn-et-Garonne.

## Urbanisme

### Typologie
Au 1er janvier 2024, Capens est catégorisée commune rurale à habitat dispersé, selon la nouvelle grille communale de densité à sept niveaux définie par l'Insee en 2022.
Elle appartient à l'unité urbaine de Longages, une agglomération intra-départementale regroupant trois  communes, dont elle est une commune de la banlieue,,. Par ailleurs la commune fait partie de l'aire d'attraction de Toulouse, dont elle est une commune de la couronne,. Cette aire, qui regroupe 527 communes, est catégorisée dans les aires de 700 000 habitants ou plus (hors Paris),.

### Occupation des sols
L'occupation des sols de la commune, telle qu'elle ressort de la base de données européenne d’occupation biophysique des sols Corine Land Cover (CLC), est marquée par l'importance des territoires agricoles (70,8 % en 2018), en diminution par rapport à 1990 (90,8 %). La répartition détaillée en 2018 est la suivante : 
terres arables (58,3 %), eaux continentales (12,6 %), zones agricoles hétérogènes (12 %), forêts (6,6 %), zones urbanisées (5,5 %), zones industrielles ou commerciales et réseaux de communication (4,5 %), prairies (0,6 %). L'évolution de l’occupation des sols de la commune et de ses infrastructures peut être observée sur les différentes représentations cartographiques du territoire : la carte de Cassini (XVIIIe siècle), la carte d'état-major (1820-1866) et les cartes ou photos aériennes de l'IGN pour la période actuelle (1950 à aujourd'hui).

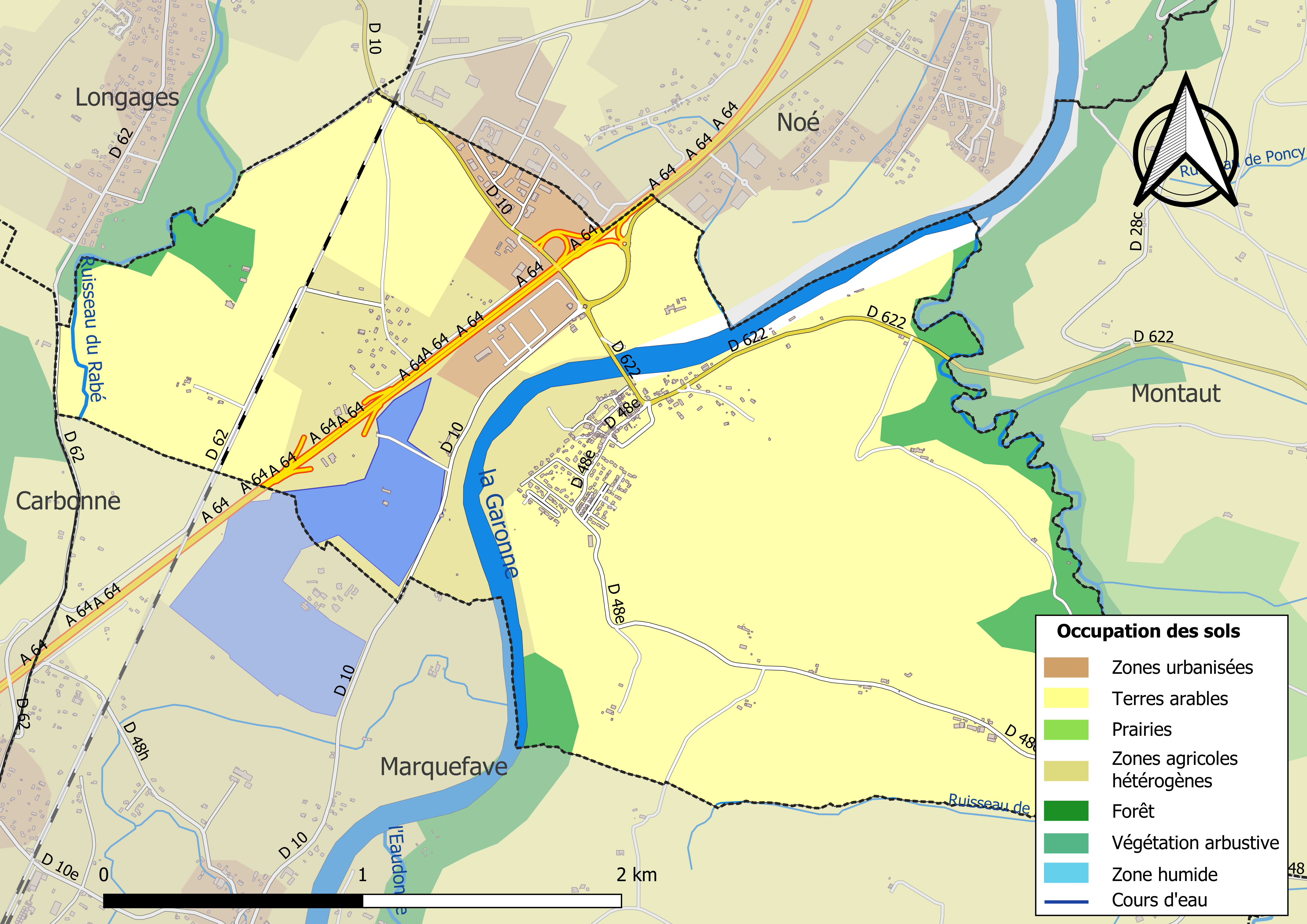
Carte des infrastructures et de l'occupation des sols de la commune en 2018 (CLC).

### Lieux-dits ou hameaux
Les Quarts, Biros, Ponset,

### Voies de communication et transports
La ligne 359 du réseau Arc-en-Ciel permet de rejoindre la gare routière de Toulouse depuis Montesquieu-Volvestre et le centre de la commune, et la ligne 380 permet également de relier la gare routière de Toulouse à Cazères via le centre de la commune.
- Par la route : route nationale 117 ou A64 (sorties nos 28) (Aire de service de Capens-Volvestre) et l'ancienne route nationale RN 622.

- Par le train : en gare de Longages-Noé par TER Midi-Pyrénées sur la ligne Toulouse - Bayonne.
- Par l'avion : l'aéroport Toulouse-Blagnac.

### Risques majeurs
Le territoire de la commune de Capens est vulnérable à différents aléas naturels : météorologiques (tempête, orage, neige, grand froid, canicule ou sécheresse), inondations, mouvements de terrains et séisme (sismicité faible). Il est également exposé à un risque technologique, la rupture d'un barrage. Un site publié par le BRGM permet d'évaluer simplement et rapidement les risques d'un bien localisé soit par son adresse soit par le numéro de sa parcelle.

#### Risques naturels
Certaines parties du territoire communal sont susceptibles d’être affectées par le risque d’inondation par débordement de cours d'eau, notamment l'Aunat et le ruisseau du Rabé. La commune a été reconnue en état de catastrophe naturelle au titre des dommages causés par les inondations et coulées de boue survenues en 1982, 1998, 1999, 2000, 2007 et 2009,.

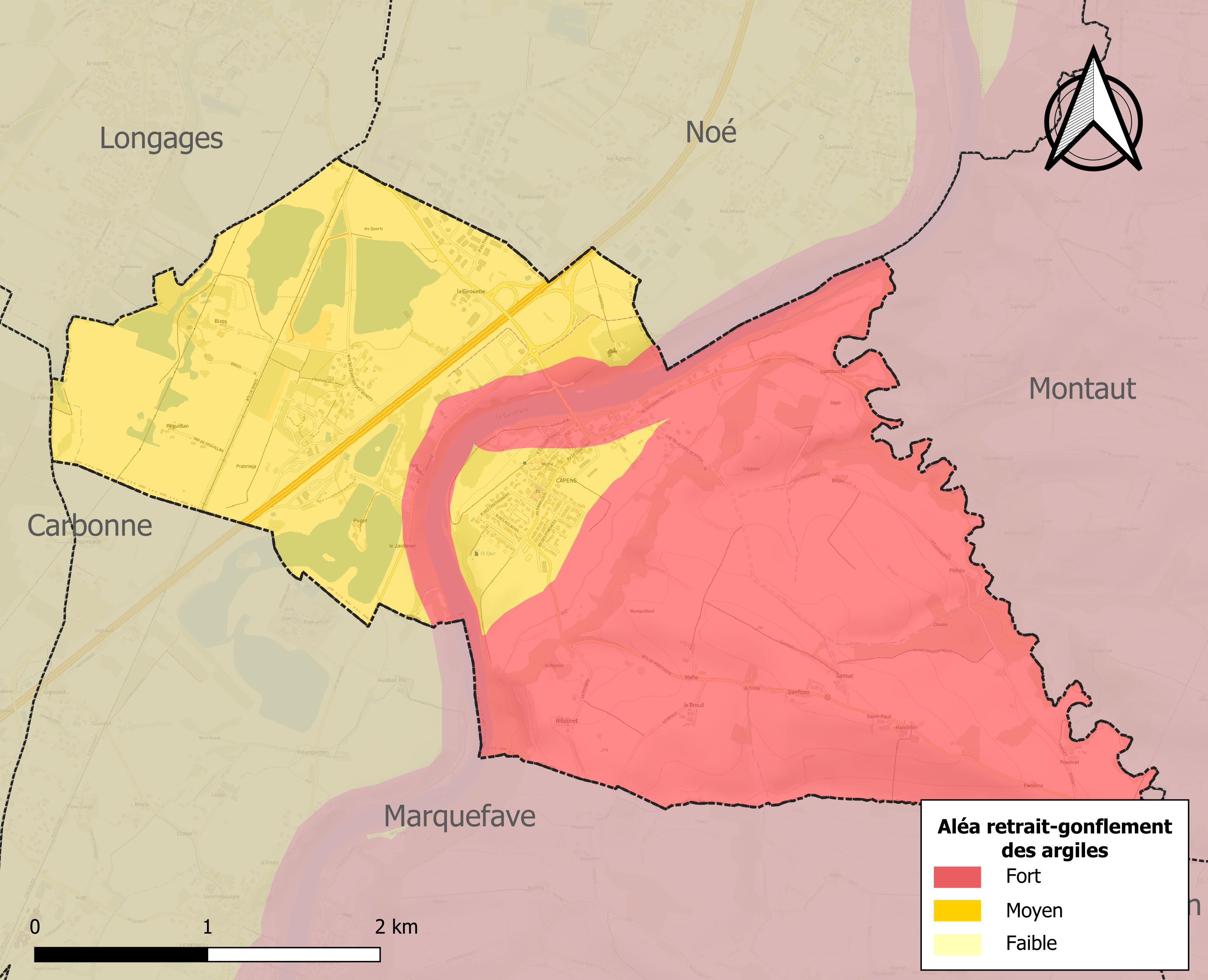
Carte des zones d'aléa retrait-gonflement des sols argileux de Capens.

La commune est vulnérable au risque de mouvements de terrains constitué principalement du retrait-gonflement des sols argileux. Cet aléa est susceptible d'engendrer des dommages importants aux bâtiments en cas d’alternance de périodes de sécheresse et de pluie. La totalité de la commune est en aléa moyen ou fort (88,8 % au niveau départemental et 48,5 % au niveau national). Sur les 253 bâtiments dénombrés sur la commune en 2019, 253 sont en aléa moyen ou fort, soit 100 %, à comparer aux 98 % au niveau départemental et 54 % au niveau national. Une cartographie de l'exposition du territoire national au retrait gonflement des sols argileux est disponible sur le site du BRGM,.
Par ailleurs, afin de mieux appréhender le risque d’affaissement de terrain, l'inventaire national des cavités souterraines permet de localiser celles situées sur la commune.
Concernant les mouvements de terrains, la commune a été reconnue en état de catastrophe naturelle au titre des dommages causés par des mouvements de terrain en 1999.

#### Risques technologiques
La commune est en outre située en aval du barrage de Cap de Long sur la Neste de Couplan (département des Hautes-Pyrénées). À ce titre elle est susceptible d’être touchée par l’onde de submersion consécutive à la rupture de cet ouvrage.

## Histoire
À partir du Moyen Âge jusqu'à sa disparition en 1790 pendant la Révolution française, Capens faisait partie du diocèse de Rieux.

## Politique et administration

### Administration municipale
Le nombre d'habitants au recensement de 2011 étant compris entre 500 et 1 499 habitants, le nombre de membres du conseil municipal pour l'élection de 2014 est de quinze,.

### Rattachements administratifs et électoraux
Commune faisant partie de la septième circonscription de la Haute-Garonne, de la communauté de communes du Volvestre et du canton d'Auterive (avant le redécoupage départemental de 2014, Capens faisait partie de l'ex-canton de Carbonne) et avant le 1er janvier 2017 elle faisait partie de la communauté de communes de Garonne Louge.

### Liste des maires
| Période                                  | Période  | Identité       | Étiquette | Qualité                        |
| ---------------------------------------- | -------- | -------------- | --------- | ------------------------------ |
| mars 1989                                | 2014     | Gérard Rivière |           |                                |
| 2014                                     | En cours | Richard Danes  | SE        | Agent de planning « Granulat » |
| Les données manquantes sont à compléter. |          |                |           |                                |

## Population et société

### Démographie
| 1793 | 1800 | 1806 | 1821 | 1831 | 1836 | 1841 | 1846 | 1851 |
| ---- | ---- | ---- | ---- | ---- | ---- | ---- | ---- | ---- |
| 342  | 332  | 369  | 433  | 443  | 400  | 369  | 250  | 374  |

| 1856 | 1861 | 1866 | 1872 | 1876 | 1881 | 1886 | 1891 | 1896 |
| ---- | ---- | ---- | ---- | ---- | ---- | ---- | ---- | ---- |
| 356  | 356  | 352  | 342  | 345  | 332  | 323  | 316  | 311  |

| 1901 | 1906 | 1911 | 1921 | 1926 | 1931 | 1936 | 1946 | 1954 |
| ---- | ---- | ---- | ---- | ---- | ---- | ---- | ---- | ---- |
| 284  | 310  | 287  | 232  | 246  | 255  | 250  | 246  | 262  |

| 1962 | 1968 | 1975 | 1982 | 1990 | 1999 | 2006 | 2007 | 2012 |
| ---- | ---- | ---- | ---- | ---- | ---- | ---- | ---- | ---- |
| 247  | 238  | 247  | 238  | 253  | 285  | 440  | 462  | 674  |

| 2017 | 2022 | - | - | - | - | - | - | - |
| ---- | ---- | - | - | - | - | - | - | - |
| 662  | 650  | - | - | - | - | - | - | - |

| selon la population municipale des années : | 1968 | 1975 | 1982 | 1990 | 1999 | 2006 | 2009 | 2013 |
| Rang de la commune dans le département      | 263  | 290  | 302  | 292  | 285  | 241  | 235  | 206  |
| Nombre de communes du département           | 592  | 582  | 586  | 588  | 588  | 588  | 589  | 589  |

### Enseignement
Capens fait partie de l'académie de Toulouse.
L'éducation est assurée sur la commune par un groupe scolaire (maternelle & primaire).
Le collège était situé sur la commune voisine de Carbonne jusqu'en 2013, date normale de l'ouverture d'un nouveau collège sur la commune de Noé en limite de la commune et de la commune voisine de Longages.

### Culture et festivité
Salle des fêtes, comité des fêtes.

### Activités sportives
Chasse, pétanque, gymnastique, kung fu, tennis.

### Écologie et recyclage
La collecte et le traitement des déchets des ménages et des déchets assimilés ainsi que la protection et la mise en valeur de l'environnement se font dans le cadre de la communauté de communes du Volvestre.

## Économie

### Revenus
En 2018  (données Insee publiées en septembre 2021), la commune compte 236 ménages fiscaux, regroupant 676 personnes. La médiane du revenu disponible par unité de consommation est de 22 020 € (23 140 € dans le département).

### Emploi
|                | 2008  | 2013  | 2018  |
| -------------- | ----- | ----- | ----- |
| Commune        | 4,4 % | 5,5 % | 8,4 % |
| Département    | 7,7 % | 9,6 % | 9,3 % |
| France entière | 8,3 % | 10 %  | 10 %  |

En 2018, la population âgée de 15 à 64 ans s'élève à 412 personnes, parmi lesquelles on compte 83,3 % d'actifs (74,9 % ayant un emploi et 8,4 % de chômeurs) et 16,7 % d'inactifs,. Depuis 2008, le taux de chômage communal (au sens du recensement) des 15-64 ans est inférieur à celui de la France et du département.
La commune fait partie de la couronne de l'aire d'attraction de Toulouse, du fait qu'au moins 15 % des actifs travaillent dans le pôle,. Elle compte 238 emplois en 2018, contre 243 en 2013 et 203 en 2008. Le nombre d'actifs ayant un emploi résidant dans la commune est de 310, soit un indicateur de concentration d'emploi de 76,8 % et un taux d'activité parmi les 15 ans ou plus de 69 %.
Sur ces 310 actifs de 15 ans ou plus ayant un emploi, 37 travaillent dans la commune, soit 12 % des habitants. Pour se rendre au travail, 90,5 % des habitants utilisent un véhicule personnel ou de fonction à quatre roues, 4,6 % les transports en commun, 2,6 % s'y rendent en deux-roues, à vélo ou à pied et 2,3 % n'ont pas besoin de transport (travail au domicile).

### Activités hors agriculture

#### Secteurs d'activités
73 établissements sont implantés  à Capens au 31 décembre 2019. Le tableau ci-dessous en détaille le nombre par secteur d'activité et compare les ratios avec ceux du département,.
| Secteur d'activité                                                                                        | Commune | Commune | Département |
| Secteur d'activité                                                                                        | Nombre  | %       | %           |
| --- | ------- | ------- | ----------- |
| Ensemble                                                                                                  | 73      | 100 %   | (100 %)     |
| Industrie manufacturière, industries extractives et autres                                                | 7       | 9,6 %   | (5,7 %)     |
| Construction                                                                                              | 20      | 27,4 %  | (12 %)      |
| Commerce de gros et de détail, transports, hébergement et restauration                                    | 25      | 34,2 %  | (25,9 %)    |
| Information et communication                                                                              | 2       | 2,7 %   | (4,1 %)     |
| Activités financières et d'assurance                                                                      | 2       | 2,7 %   | (3,8 %)     |
| Activités immobilières                                                                                    | 3       | 4,1 %   | (4,2 %)     |
| Activités spécialisées, scientifiques et techniques et activités de services administratifs et de soutien | 8       | 11 %    | (19,8 %)    |
| Administration publique, enseignement, santé humaine et action sociale                                    | 2       | 2,7 %   | (16,6 %)    |
| Autres activités de services                                                                              | 4       | 5,5 %   | (7,9 %)     |

Le secteur du commerce de gros et de détail, des transports, de l'hébergement et de la restauration est prépondérant sur la commune puisqu'il représente 34,2 % du nombre total d'établissements de la commune (25 sur les 73 entreprises implantées  à Capens), contre 25,9 % au niveau départemental.

#### Entreprises et commerces
Les cinq entreprises ayant leur siège social sur le territoire communal qui génèrent le plus de chiffre d'affaires en 2020 sont : 
- Societe Toulousaine De Palettes De Manutention - STPM, fabrication d'emballages en bois (4 949 k€)
- Alarme Securite Colombies, travaux d'installation électrique dans tous locaux (1 107 k€)
- Prodirox France, commerce de gros (commerce interentreprises) d'appareils sanitaires et de produits de décoration (1 070 k€)
- Generation Energie Froid - Gef, installation de machines et équipements mécaniques (694 k€)
- Amcc, conception d'ensemble et assemblage sur site industriel d'équipements de contrôle des processus industriels (419 k€)

### Agriculture
|               | 1988 | 2000 | 2010 | 2020 |
| ------------- | ---- | ---- | ---- | ---- |
| Exploitations | 19   | 10   | 11   | 4    |
| SAU (ha)      | 694  | 514  | 662  | 390  |

La commune est dans le Volvestre, une petite région agricole localisée dans l'est du département de la Haute-Garonne, constituée de collines de terrefort à fortes pentes autrefois consacrées à l’élevage s’orientent aujourd’hui vers les grandes cultures. En 2020, l'orientation technico-économique de l'agriculture  sur la commune est la culture de céréales et/ou d'oléoprotéagineuses. Quatre exploitations agricoles ayant leur siège dans la commune sont dénombrées lors du recensement agricole de 2020 (19 en 1988). La superficie agricole utilisée est de 390 ha,,.

## Culture locale et patrimoine

### Lieux et monuments
- Église Saint-Étienne à clocher mur.

### Personnalités liées à la commune
- Jean Ferry, scénariste, écrivain est né dans la commune.
- Édouard Boittelle.
- Étienne Giraud.

### Héraldique
| Capens | Son blasonnement est : D'argent aux deux tours de gueules, au chef ondé d'azur chargé d'une cloche du champ bataillée de sable. |

## Pour approfondir